# Хацунь
Хацу́нь — деревня в Карачевском районе Брянской области, в составе Верхопольского сельского поселения. 
 Расположена в 7 км к северу от села Верхополье, в 9 км к югу от посёлка городского типа Белые Берега. 
 Население — 8 человек (2012).

## История
Топоним «Хацунь» («Хоцунь») известен с середины XIX века как название лесного урочища и сторожки в нём. 
 В 1920-е годы здесь возникла деревня, с 1929 года входящая в Карачевский район (Верхопольский сельсовет, с 2005 — сельское поселение).
25 октября 1941 года всё население деревни, включая укрывавшихся здесь жителей Брянска, Карачева и других населённых пунктов, было расстреляно немецкими оккупантами. Поводом к такой массовой расправе стала ликвидация красноармейцами-окруженцами[прояснить] трёх немецких военнослужащих.

### События октября 1941 года
Осенью 1941 года деревня Хацунь оказалась в зоне активных боевых действий между наступающими немецкими войсками и советскими войсками, терпящими поражение. Части 50-й армии, в частности, 260-я и 154-я стрелковые дивизии, в ходе отступления частично потеряли управление и были рассеяны. Деморализованные бойцы указанных подразделений неорганизованными группами выходили из окружения. Вместе с отступающими частями двигались местные советские жители, не желающие оставаться на оккупированной территории. В то же время в Карачевском районе действовал партизанский отряд Кравцова и другие, более мелкие диверсионно-разведывательные группы, забрасываемые в тыл противника командованием Красной армии.
24 октября 1941 года разведотряд 3-й батареи I-го дивизиона 156-го артиллерийского полка 56-й пехотной дивизии, которым командовал вахмистр Ёкиш (нем. Jokisch), столкнулся с неопознанным противником в районе деревни Хацунь (в немецких документах: нем. Chozum). В ходе перестрелки отряд потерял 3 человек и 6 лошадей. Ёкиш доложил, что его группа была обстреляна из домов и леса, а затем атакована примерно 40 партизанами и местными жителями.
25 октября 1941 года командир I-го дивизиона 156-го артиллерийского полка капитан Теодор Фридман (нем. Theodor Friedmann) отдал приказ о проведении карательной операции в деревне Хацунь. Операцию возглавил обер-лейтенант Пауль Эйлеман (нем. Paul Eilemann). В ходе операции отряды немецких солдат обыскали деревню, задержали жителей и расстреляли 188 человек, включая 68 мужчин, 60 женщин и 60 детей. В докладе Фридмана от 15 ноября 1941 года расстрел детей был обоснован как «необходимая мера», так как их нельзя было оставить без присмотра. Командир 56-й пехотной дивизии генерал-майор Карл фон Офен одобрил действия карателей, потребовав документального обоснования расстрела.
Из всей деревни выжили только трое: Женя Кондрашов (14 лет), Афанасий Ильич Акулов и Афанасий Иванович Кондрашов.
В 1942-м, немцы сожгли Хацунь дотла. В 2011 году Федеральный военный архив во Фрайбурге в Германии передал России рапорт, в котором говорится о 188 погибших от рук карателей.

## Мемориальный комплекс

Фрагмент Стены памяти со скульптурной композицией Александра Ромашевского.

В 1977 году было принято решение о создании в Хацуни мемориального комплекса в память о жертвах немецкого фашизма. Однако первоначальный проект не был полностью воплощён. В 2009 году начались работы по полной реконструкции мемориала.
Открытие обновлённого мемориального комплекса состоялось 25 октября 2011 года — день 70-летия хацунской трагедии. В торжественном мероприятии приняли участие Председатель Правительства Российской Федерации Владимир Путин, полномочный представитель Президента Российской Федерации в Центральном федеральном округе Олег Говорун, делегации соседних регионов России, Украины, Белоруссии, Германии и других государств, общественных организаций.
Создатели мемориального комплекса «Хацунь» — скульптор Александр Ромашевский, архитектор Юрий Сорокин и художник-дизайнер Александр Панченко — в 2013 году были удостоены премии Центрального федерального округа в области литературы и искусства в номинации «За создание талантливых произведений в области изобразительного искусства и архитектуры».
В состав мемориального комплекса ныне входят: музей, православная часовня, братская могила погибших жителей, обелиск воинской славы, 28 стел с мемориальными досками, Стена памяти и другие объекты.

## Происшествия
В районе деревни был обнаружен ночью на 23 марта 2024 года автомобиль «Рено», на котором передвигались подозреваемые в деле теракта в Московской области (г. Красногорск). Он не остановился по требованию силовиков и попытался скрыться. В ходе преследования была открыта стрельба, машина перевернулась, одного подозреваемого задержали на месте, остальные скрылись в лесу, позже их всех нашли.